# Tempio della Fortuna Primigenia (Roma)
Il tempio di Fortuna Publica Populi Romani Quiritium Primigenia (in breve tempio della Fortuna Primigenia) era un tempio di Roma antica, situato sul colle Quirinale al di fuori di porta Collina.

## Descrizione
Si tratta di uno dei tre templi di Fortuna sul Quirinale, dove si adorava la Fortuna Primigenia, divinità protettrice di Preneste (oggi Palestrina).
Il tempio era stato votato nel 204 a.C. dal console Publio Sempronio Tuditano, prima della battaglia di Crotone contro Annibale (Livio XXIX, 36,8) e dedicato il 25 maggio 184 a.C. da Quinto Marcio Ralla (Livio XXXIV, 53).
Si tratta probabilmente del tempio dove venne riportato un prodigio nel 169 a.C.: sempre Livio (XLIII, 13) riporta come un custode del tempio di Fortuna sul Quirinale avesse assistito a un albero di palma nascere miracolosamente nel tempio e a una goccia di sangue cadere in pieno giorno, mentre in un altro tempio di Fortuna un diverso custode aveva osservato l'apparizione prodigiosa di un serpente crestato.